# Jesús Domingo
Jesús Domingo Gavín (Zaragoza, España, 8 de noviembre de 1930) fue un futbolista español que se desempeñaba como delantero. Jugó en el Real Valladolid Club de Fútbol y en el Real Zaragoza, así como en la selección española de fútbol en 1955 y 1956.
Se casó con Dolores Sánchez Trémols y tuvo 5 hijos y 12 nietos,

## Clubes
| Club                  | País   | Año       |
| --------------------- | ------ | --------- |
| Real Valladolid C. F. | España | 1951-1956 |
| Real Zaragoza         | España | 1956-1960 |